# Saint-Mars-la-Jaille
Pour les articles homonymes, voir Saint-Mars.
Saint-Mars-la-Jaille [sɛ̃ maʁ la ʒaj] est une ancienne commune de l'Ouest de la France, située dans le département de la Loire-Atlantique, en région Pays de la Loire, devenue le 1er janvier 2018, une commune déléguée de la commune nouvelle de Vallons-de-l'Erdre. C'est le chef-lieu de cette nouvelle commune.
Saint-Mars fait partie de la Bretagne historique et du Pays nantais, et se trouve sur les limites de l'Anjou. Elle est traversée par l'Erdre.

## Géographie

Situation de la commune de Saint-Mars-la-Jaille dans le département de la Loire-Atlantique

Saint-Mars-la-Jaille est située à 18 km au nord d'Ancenis.
Les communes limitrophes sont toutes des communes déléguées de la commune nouvelle de Vallons-de-l'Erdre : Saint-Sulpice-des-Landes, Bonnœuvre et Maumusson et Freigné.
La commune se situe dans la vallée de l'Erdre, à 30 mètres d'altitude moyenne. Le bourg est bordé de collines où alternent les terres agricoles et la forêt.

## Toponymie
Le nom de la localité est attesté sous les formes Terre-de-Mars avant le XIe siècle[réf. nécessaire], Saint-Médard au XIIe siècle[réf. nécessaire], Saint Mars l'Olivier en 1240, Saint-Mars-la-Jaille en 1745[réf. nécessaire]
[réf. nécessaire].
Le nom de Saint-Mars viendrait du NP latin (Sanctus) Medardus : « saint Médard », le patron de la paroisse, mais comme la mention "Terre de Mars" précède cette appellation, on en a rapproché le breton marz « marche », « frontière », le territoire étant à la frontière de la Bretagne[réf. obsolète]. Une rencontre de mots homophones n'est pas à exclure. La Jaille serait le nom des seigneurs qui possédaient le bourg au XIIe siècle, nom qui peut venir d'un descriptif topographique. En effet, dans le jargon des marins travaillant sur les navires sabliers en Loire, entre Angers et Nantes, le mot jaille désigne du sable de mauvaise qualité. À quelques kilomètres seulement de la commune, dans le département voisin du Maine-et-Loire, existe une commune au nom de La Jaille-Yvon[réf. nécessaire].
Au XIIe siècle, la paroisse de Saint-Médard (du nom de Médard, évêque de Noyon et patron de la paroisse de Saint-Mars-la-Jaille à la fin du XIe siècle) et la seigneurie de Mars se partageaient son domaine. Le nom de Saint-Médard s'est transformé en Saint-Mars (évolution phonétique attestée pour d'autres toponymes, suivant plusieurs auteurs) et celui de la seigneurie a suivi celui de ses possesseurs[réf. nécessaire].
Olivier de Vritz en devint le seigneur à la fin du XIIe siècle et associa son prénom à celui de la paroisse qui devint « Saint-Mars-l'Olivier » (le blason de Saint-Mars possède un rameau d'olivier pour rappeler cette très ancienne dénomination). Vers 1250, la seigneurie passa dans la famille de la Jaille.
Yves du Creil était un dignitaire de la Cour du roi de France Charles le Simple (879-929), alors située à Compiègne.
Son 3e fils, Yvon du Creil, à la demande du comte d'Anjou Foulques-Nerra, éleva un château-fort sur la Mayenne à l'origine de la commune de la Jaille-Yvon près de Château-Gontier.
Pour s'intégrer à son nouvel environnement, Yvon Ier prit alors le nom de la Jaille que l'on conférait au domaine qu'il venait d'élever. C'est son descendant Yvon XII qui érigea le château-fort de Saint-Mars.
Quand Yvon XII de la Jaille édifia, vers 1365, le château fort de Saint-Mars, le nom de la seigneurie devint « la seigneurie de la Jaille ». La Révolution Française supprima administrativement la seigneurie et la paroisse en les unifiant en commune de « Saint-Mars-la-Jaille ».
Saint-Mars-la-Jaille possède un nom en gallo, la langue d'oïl locale : Saint-Mars (en graphie ABCD) prononcé [sɛ̃maʁ].
Dans les formes anciennes Saint-Mars-l'Olivier ou Saint-Mars-l'Olive, les mots Olivier ou Olive sont des noms propres (de seigneurs) employés en "cas-régime absolu". Ils signifient "d'Olivier, d'Olive", comme dans les noms de lieux Nogent-le-Rotrou, Baure-le-Ganelon, Sillé-le-Guillaume.

## Histoire
Le premier château, une forteresse, est construit au XIVe siècle, aux alentours de 1334, par Yvon XII de La Jaille. Il sera tenu par Mercœur lors des Guerres de Religion lors desquelles il est pris par Pierre de la Touche, capitaine de Henri IV, qui y installe une garnison. Le château, à l'abandon, sera démantelé en 1618 sur ordre de Richelieu.

En 1774, le nouveau seigneur, Ferron de La Feyronnays, fait construire à l'emplacement de la forteresse un nouveau château qui sera dévasté lors la Révolution.

Le château actuel a été édifié de 1838 à 1841.

### Histoire de la libération de Saint-Mars-la-Jaille et du gendarme Le Gal
(janvier 2018).
Au moment de la Libération, il se trouvait dans la brigade de Saint-Mars-la-Jaille un gendarme nommé Le Gal.
Le 5 août 1944, jour de l'arrivée des Américains à Saint-Mars, les Allemands, enfermés dans la propriété de M. de la Feyronnays, ont incendié un important dépôt de munitions, qui s'y trouvait.
Le gendarme Le Gal, qui n'était pas de service s'est mis spontanément à la disposition des pompiers pour les aider à éteindre l'incendie, malgré le danger des explosions.
Le lendemain 6 août, dans la matinée, un train chargé de matériel et de soldats allemands est arrivé à St-Mars-la-Jaille. Il a été attaqué et arrêté par les FFI et les américains. Au cours du combat, il y a eu plusieurs morts et blessés allemands.
Dans l'après-midi, alors que les américains avaient quitté le pays, un autre train allemand, dans lequel se trouvait un nombre important de soldats, est arrivé à l'entrée de la gare.
Le bourg n'était alors défendu que par quelques rares FFI mal armés et peu entraînés.
Le gendarme Le Gal, qui était de service au château, n'a pas hésité à coopérer à la défense de Saint-Mars-la-Jaille.
Il a tout d'abord réussi à désarmer un Allemand à qui il a pris son fusil et ses cartouches. Ensuite, le gendarme Le Gal a pris position dans un bosquet du parc et là, seul, il a ouvert un feu nourri sur un groupe d'environ quinze Allemands bien armés qui essayaient de franchir la rivière pour entrer dans le bourg. Grâce à son courage et son sang froid, les Allemands se sont repliés dans la gare.
On peut affirmer que l'intervention du gendarme Le Gal a évité à la population d'avoir à supporter des représailles qui auraient été certainement terribles, car il y avait à ce moment à la mairie des cadavres d'Allemands et plusieurs blessés.
Le 15 mai 1945 le comité de libération de Saint-Mars-la-Jaille écrit un rapport au président du CDL de Nantes dans lequel il déclare que le gendarme Le Gal a toujours été « un bon patriote ». Il réclame également une récompense méritée par son « attitude courageuse ».

## Héraldique
| Blason | Blasonnement : D'or au léopard lionné de gueules accompagné de cinq coquilles d'azur rangées en orle, au chef de gueules chargé d'un rameau d'olivier d'argent. Commentaires : Blason de la seigneurie de La Jaille (sceau de 1300), figurant sur le tombeau d'Alix de Bretagne inhumée à l'Abbaye de Villeneuve, redessiné en 1954 par Robert Louis qui adjoignit en chef un rameau d'olivier rappelant l'ancien nom de la commune : Saint-Mars-l'Oliver. |

## Politique et administration
| Période                                  | Période                      | Identité                                    | Étiquette               | Qualité |
| ---------------------------------------- | ---------------------------- | ------------------------------------------- | ----------------------- | --- |
| 1792                                     |                              | Jacques Letort                              |                         | |
|                                          |                              | Mathurin Letort                             |                         | |
|                                          |                              | Jean Alexandre Letort                       |                         | |
|                                          |                              | Adolphe Constant Soulard                    |                         | |
|                                          | 1907                         | Henri Marie Auguste Ferron de la Ferronnays | Monarchiste légitimiste | noble propriétaire du château |
| 1907                                     | 4 octobre 1944 (arrestation) | Henri de La Ferronnays                      | Monarchiste légitimiste | noble propriétaire du château |
| 1944                                     | 1965                         | Alexandre Braud                             |                         | industriel (patron de l'entreprise Braud) |
| 1965                                     | mars 2001                    | Charles-Henri de Cossé-Brissac              | Parti radical           | conseiller général du canton de Saint-Mars-la-Jaille (1964) président du conseil général de la Loire-Atlantique (1976-1994) sénateur de la Loire-Atlantique (1983-2001) |
| mars 2001                                | mars 2014                    | Yves Ripoche                                | Divers droite           | retraité |
| mars 2014                                | janvier 2018                 | Michel Gasnier                              | Divers droite           | garagiste retraité |
| Les données manquantes sont à compléter. |                              |                                             |                         | |

| Période                                  | Période  | Identité       | Étiquette     | Qualité            |
| ---------------------------------------- | -------- | -------------- | ------------- | ------------------ |
| janvier 2018                             | en cours | Michel Gasnier | Divers droite | garagiste retraité |
| Les données manquantes sont à compléter. |          |                |               |                    |

## Démographie
Selon le classement établi par l'Insee, Saint-Mars-la-Jaille est une ville isolée qui est le centre d'une aire urbaine et d'un bassin de vie. Elle fait partie de la zone d'emploi d'Ancenis. Toujours selon l'Insee, en 2010, la répartition de la population sur le territoire de la commune était considérée comme « peu dense » : 94 % des habitants résidaient dans des zones « peu denses »  et 6 % dans des zones « très peu denses ».

### Évolution démographique
L'évolution du nombre d'habitants est connue à travers les recensements de la population effectués dans la commune depuis 1793. Pour les communes de moins de 10 000 habitants, une enquête de recensement portant sur toute la population est réalisée tous les cinq ans, les populations de référence des années intermédiaires étant quant à elles estimées par interpolation ou extrapolation. Pour la commune, le premier recensement exhaustif entrant dans le cadre du nouveau dispositif a été réalisé en 2008.

En 2015, la commune comptait 2 400 habitants, en évolution de −1,19 % par rapport à 2009 (Loire-Atlantique : +6,68 %, France hors Mayotte : +2,11 %).
| 1793 | 1800 | 1806 | 1821  | 1831  | 1836  | 1841  | 1846  | 1851  |
| ---- | ---- | ---- | ----- | ----- | ----- | ----- | ----- | ----- |
| 798  | 731  | 868  | 1 055 | 1 091 | 1 152 | 1 331 | 1 446 | 1 611 |

| 1856  | 1861  | 1866  | 1872  | 1876  | 1881  | 1886  | 1891  | 1896  |
| ----- | ----- | ----- | ----- | ----- | ----- | ----- | ----- | ----- |
| 1 602 | 1 755 | 1 886 | 1 890 | 1 927 | 1 943 | 2 014 | 1 947 | 1 845 |

| 1901  | 1906  | 1911  | 1921  | 1926  | 1931  | 1936  | 1946  | 1954  |
| ----- | ----- | ----- | ----- | ----- | ----- | ----- | ----- | ----- |
| 1 806 | 1 710 | 1 817 | 1 660 | 1 574 | 1 561 | 1 540 | 1 583 | 1 590 |

| 1962  | 1968  | 1975  | 1982  | 1990  | 1999  | 2006  | 2008  | 2013  |
| ----- | ----- | ----- | ----- | ----- | ----- | ----- | ----- | ----- |
| 1 953 | 1 873 | 2 035 | 2 179 | 2 114 | 2 195 | 2 367 | 2 416 | 2 417 |

| 2015  | - | - | - | - | - | - | - | - |
| ----- | - | - | - | - | - | - | - | - |
| 2 400 | - | - | - | - | - | - | - | - |

### Pyramide des âges
Les données suivantes concernent l'année 2013.
La population de la commune est relativement âgée. Le taux de personnes d'un âge supérieur à 60 ans (25,9 %) est en effet supérieur au taux national (22,6 %) et au taux départemental (22,5 %),,.
À l'instar des répartitions nationale et départementale, la population féminine de la commune est supérieure à la population masculine. Le taux (50,4 %) est du même ordre de grandeur que le taux national (51,6 %),,.
| Hommes | Classe d’âge | Femmes |
| ------ | ------------ | ------ |
| 0,8    | 90 ans ou +  | 2,2    |
| 8,0    | 75 à 89 ans  | 12,6   |
| 13,6   | 60 à 74 ans  | 14,5   |
| 19,6   | 45 à 59 ans  | 18,9   |
| 18,6   | 30 à 44 ans  | 18,3   |
| 16,4   | 15 à 29 ans  | 13,5   |
| 23,0   | 0 à 14 ans   | 20,0   |

| Hommes | Classe d’âge | Femmes |
| ------ | ------------ | ------ |
| 0,4    | 90 ans ou +  | 1,3    |
| 5,8    | 75 à 89 ans  | 9,1    |
| 13,5   | 60 à 74 ans  | 14,6   |
| 19,6   | 45 à 59 ans  | 19,2   |
| 20,8   | 30 à 44 ans  | 19,6   |
| 19,4   | 15 à 29 ans  | 17,7   |
| 20,5   | 0 à 14 ans   | 18,5   |

## Lieux et monuments
- Le château de la Ferronnays : Le premier édifice n’existe plus, un château fort édifié au XIVe siècle et détruit par ordre du roi Henri IV vers 1598 et par celui de Richelieu vers 1618[18]. Le pigeonnier, transformé en château d'eau, est le seul témoin du domaine primitif. Les plans d’un nouveau château sont établis en 1764 par l'abbé Pierre Charles Gaignard, natif de Bonnœuvre et principal du collège d'Ancenis. La main d’œuvre pour la construction est fournie, sous forme de corvées, par la population des villages de la seigneurie, suscitant un mécontentement qui s’exprime par exemple dans le cahier de doléances des habitants de Maumusson[19]. Fortement endommagé sous la Révolution, vendu par lot comme bien national, la famille de la Ferronnays reconstitue la propriété au milieu du XIXe siècle. Le logis principal (la partie centrale du château), réduit avant restauration, inhabité, est démoli entre 1912 et 1914 dans le dessein de le reconstruire. Du fait de la guerre et de manque de fonds, ce projet n’est pas réalisé. Mais les dépendances datant de 1765 sont restaurées entre 1906 et 1908. Le parc datant du XVIIIe siècle, actuelle propriété de la famille de Cossé-Brissac, inscrit aux monuments historiques, fait partie des « Jardins de France ».
- La piscine Alexandre-Braud : c'est la première piscine construite en Loire-Atlantique.[réf. souhaitée] Elle est inscrite aux monuments historiques depuis 2016[20].
- La forêt de Saint-Mars-la-Jaille, qui abrite, entre autres, le chêne à clous, vieux de trois cents ans, à qui est prêtée une propriété miraculeuse. Dans une niche fixée à son tronc se trouve une statuette de la Vierge à l'Enfant. Une prière est gravée juste au-dessus et quelques clous sont posés sur une tablette. Le chêne est réputé pour le traitement des furoncles (appelés « clous » en Bretagne). Il faut pour les soigner planter un clou pour chaque furoncle dans l'écorce de l'arbre puis en faire sept fois le tour en priant.

## Vie de la commune
« Le Ciné Paumé » est une association créée par des jeunes de la commune passionnés de cinéma. Leur but est de réaliser des films et de les présenter au public.
« Le comité des fêtes » : association existant depuis bien des années, mise en veille puis reprise en 2006 par des habitants de la commune motivés et dynamiques afin de pouvoir faire partager les traditions de Saint-Mars-la-Jaille et aussi faire vivre la commune et ses habitants.
Parmi les activités mises en place qu'début du XXIe siècle : « Saint-Mars-la-Jaille fête sa Saint-Médard » ou encore « concours de la chanson française »

## Personnalités liées à la commune
- Henri Marie Auguste Ferron de la Ferronnays (1842-1907), homme politique français mort à Saint-Mars-la-Jaille.
- Paul Guimard (1921-2004), écrivain et journaliste français né à Saint-Mars-la-Jaille.
- Bernard Blanchet, ancien footballeur du FC Nantes né le 1er décembre 1943 à Saint-Mars-la-Jaille.
- Alexandre Braud, fondateur de l'entreprise Braud spécialisée dans la construction de moissonneuses-batteuses. L'usine de Saint-Mars-la-Jaille a été en activité de 1898 à 1989. Maire de Saint-Mars.
- Pierre Charles (1890-1976), homme politique.